# Alexandre VI (Jules Verne)
Alexandre VI est la seule pièce de jeunesse de Jules Verne signée et datée, ce qui nous permet de savoir que son travail, commencé le 8 mai 1847, fut terminé le 29 juin. Pour surmonter le chagrin causé par le mariage de sa cousine Caroline Tronson, il se donne presque entièrement à son goût pour l'écriture. Le nombre assez impressionnant de pièces et d'arguments qu'il élabore durant l'année 1847 en est une preuve convaincante. Comme Victor Hugo s'était déjà emparé du personnage de Lucrèce Borgia, Verne se rabat sur le reste de la famille qui constitue malgré tout un morceau de choix pour un drame romantique.

## Argument de la pièce
- Acte I - César Borgia est dans son palais, il doit recevoir une jeune noble de 22 ans. Il s'inquiète de sa beauté et de ses origines auprès de son confident Jacopo ; arrive Micholetto qui veille aux exécutions dans la ville de Rome, mais n'a pas encore mis la main sur un suspect que recherche son maître. César Borgia, en proie au désir, reçoit Rosa et sa nourrice. Il accorde apparemment la grâce d'Hector Fieramosca, jeune homme orphelin, beau, noble et aimé par Rosa. On apprend que César a séduit la sœur d'Hector avant de l'assassiner et qu'il a tué son frère. Il exulte de savoir qu'il est maître d'un homme qu'il recherchait pour le réduire définitivement au silence.
- Acte II - Dans son palais, le pape Alexandre a convoqué son fils César. Il le félicite de ses excès en tous genres et lui fait part d'un projet cynique : il s'apprête à nommer neuf nouveaux cardinaux, pour les tuer aussitôt et hériter ainsi leurs fortunes qui pourraient alimenter la guerre. Des ordres sont donnés à Caraffa pour procéder à un empoisonnement efficace, quitte à sacrifier quelques serviteurs au préalable.
- Acte III - Rosa a pu obtenir la permission de rencontrer Hector en prison. Ils parlent de leur passé, craignent pour l'avenir et découvrent la félonie de César. Hector confie un poignard à Rosa. César arrive par surprise mais se fait désarmer par Hector qui l'oblige à embrasser Jacopo. Hector laisse la vie sauve à son ennemi, contre un sauf-conduit. César, de rage, tue Jacopo.
- Acte IV - Nous sommes dans le palais de Castellar, où l'on attend la visite du pape. Hector arrive avec Rosa, il se rebelle contre le pape, père de César. Celui-ci arrive et met dans l'embarras son père qui lui demande, avec son cynisme habituel, de jouer le pardon pour mieux se venger. Hector ne consent à se rendre au banquet organisé par le pape en signe de réconciliation et pour fêter ses nouveaux cardinaux qu'à condition d'être entouré par des partisans. Ceux-ci se jurent fidélité.
- Acte V - La scène se déroule dans la vigne du palais Cometo, les empoisonneurs se présentent et se livrent à leurs préparatifs. Alexandre VI n'exclut pas que le banquet se métamorphose en orgie, il explique à son fils les raisons des assassinats qu'il a décidés. Les nouveaux cardinaux se présentent, mais, coup de théâtre, c'est Alexandre empoisonné qui s'effondre, ainsi que César un peu plus tard. Hector arrive avec ses compagnons pour constater que ses ennemis expirent. Par crainte d'être accusé de ce double empoisonnement, il choisit l'exil avec Rosa[1].

## Personnages
- Alexandre VI
- César Borgia
- Jacopo Merades, son confident
- Micholetto[2], sbire et espion
- Jean Castellar Valentin[3], évêque de Trani
- Adrien de Corneto[4], évêque et clerc de la Chambre
- Hector Fieramosca
- Rosa Valentin, fille de Jean Castellar
- Paula, nourrice de Rosa
- Caraffa, scélérat d'Alexandre
- Conjurés, soldats, sommeliers, échansons, huissiers, escortes, cardinaux

## Commentaires et critiques
L'Italie d’Alexandre VI est celle du Lorenzaccio d'Alfred de Musset et de deux pièces de Victor Hugo : Lucrèce Borgia et Angelo, tyran de Padoue. Alexandre VI reprend la fascination de Victor Hugo pour les crimes des Borgia. Jules Verne en fait un véritable négatif de Lucrèce Borgia. Hugo oppose le fils vertueux à la mère débauchée ; Verne peint la complicité du père et du fils. Hugo évoque les Borgia sans faire intervenir Alexandre, ni César ; Verne met en scène Alexandre et César, mais jamais Lucrèce. L'influence de Shakespeare entraîna bien des dramaturges romantiques à évoquer sans fard la violence humaine. Jules Verne ne déroge pas à la règle, il l'applique même avec rigueur. Dans Alexandre VI, il choisit un sujet qui lui permet de nombreuses répliques marquées par une cruauté paroxystique. Loin d'être un criminel ordinaire, César Borgia se montre un fanatique du meurtre, comme cet extrait le prouve :
« L'homme est mon aliment, son sang, c'est ma boisson. »
 
Alexandre franchit un échelon supplémentaire dans le vice en envisageant de faire passer dans le réel l'imaginaire de la régénérescence par le sang déployé par son fils. Devant les premières atteintes de la vieillesse, il se dispose à raviver son sang en se faisant inoculer celui de jeunes enfants :
« À moi tous les enfants ! leur nombre en est immense! »
Sans doute faut-il voir dans cette horrible jouvence par le sang une résurgence du thème du vampire.
Le personnage le plus nuancé de la pièce est certainement celui du pape, bien que Verne procède déjà par l'élaboration complémentaire des caractères, comme il le fera plus tard dans les Voyages extraordinaires : la lâcheté des cardinaux face au dévouement d'Hector, l'impétuosité de celui-ci face à la chaleur d'âme de Rosa, la foi de Rosa en face des blasphèmes des Borgia, etc. Alexandre VI est plus complexe, annonçant par plusieurs traits le caractère de l'horloger genevois Maître Zacharius dont il partage le fétichisme et l'illusion d'avoir vaincu le temps.